# Sansone (singolo)
Sansone è un singolo del rapper italiano J-Ax, pubblicato il 5 agosto 2021. È il primo estratto dalla riedizione dell'album Uncool & Proud, contenuta, a sua volta, nella riedizione dell'album ReAle.

## Descrizione
Il brano è una critica ai politici e alla realtà contemporanea.

## Video musicale
Il video è stato reso disponibile il 5 agosto 2021 attraverso il canale YouTube del rapper.

## Formazione
- J-Ax - voce
- Mark the Hammer - chitarra, batteria